# Шлос-Хольте-Штукенброкк
Шлос-Хольте-Штукенброкк (нем. Schloß Holte-Stukenbrock) — город в Германии, в земле Северный Рейн-Вестфалия.
Подчинён административному округу Детмольд. Входит в состав района Гютерсло.  Население составляет 26 156 человек (на 31 декабря 2010 года). Занимает площадь 67,42 км². Официальный код  —  05 7 54 036.
Город подразделяется на 3 городских района.